# Chris Lieto
Chris Lieto né le 7 février 1972 à Redbank dans le New Jersey est un triathlète américain, multiple vainqueur sur Ironman et Ironman 70.3.

## Biographie
Chris Lieto grandit à Danville en Californie et commence sa carrière sportive à l'université de Long Beach en participant à des compétitions de water-polo. En 1997, il voit un reportage à la télévision sur le championnat du monde d'Ironman et décide d'y participer. Trois ans plus tard, il commence sa carrière comme triathlète professionnel. Après une année 2005 décevante il fait le choix de reprendre une activité professionnelle, comme courtier d'affaires bancaires mais continue de s'entrainer. Il participe à plusieurs championnat du monde à Hawaï et finit sur le podium à la 2e place en 2009. Il remporte plusieurs Ironman et Ironman 70.3 pendant sa carrière.
Chris Lieto est le fondateur de More than sport une association à but non lucratif dont le but est de favoriser l'évolution positive du monde au travers la pratique du sport. Il vit à Hawaï sur la Big Island avec sa femme Karis et leurs deux enfants.

## Palmares
Le tableau présente les résultats les plus significatifs (podium) obtenus sur le circuit international de triathlon depuis 2002.
| Année | Compétition                                  | Pays       | Position          | Temps           |
| ----- | -------------------------------------------- | ---------- | ----------------- | --------------- |
| 2011  | Ironman 70.3 Texas                           | États-Unis | Médaille d'or     | 3 h 45 min 37 s |
| 2011  | Championnat du monde Ironman 70.3            | États-Unis | Médaille d'argent | 3 h 58 min 3 s  |
| 2010  | Ironman 70.3 Buffalo Springs                 | États-Unis | Médaille d'or     | 3 h 55 min 27 s |
| 2010  | Ironman 70.3 Kansas                          | États-Unis | Médaille d'or     | 3 h 44 min 7 s  |
| 2010  | Ironman 70.3 Vineman                         | États-Unis | Médaille d'or     | 3 h 54 min 5 s  |
| 2009  | Ironman 70.3 Hawaii                          | États-Unis | Médaille d'argent | 4 h 5 min 34 s  |
| 2009  | Ironman 70.3 Boise                           | États-Unis | Médaille d'argent | 3 h 51 min 48 s |
| 2009  | Ironman - Championnat du monde à Kailua-Kona | États-Unis | Médaille d'argent | 8 h 22 min 56 s |
| 2008  | Ironman Arizona                              | États-Unis | Médaille d'argent | 8 h 19 min 25 s |
| 2006  | Ironman Japon                                | Japon      | Médaille d'or     | 8 h 43 min 20 s |
| 2006  | Ironman Malaisie                             | Malaisie   | Médaille d'argent | Timing          |
| 2005  | Ironman Canada                               | Canada     | Médaille d'or     | Timing          |
| 2003  | Ironman USA                                  | États-Unis | Médaille d'argent | Timing          |
| 2002  | Ironman Wisconsin                            | États-Unis | Médaille d'or     | 8 h 46 min 30 s |